# Рыбкин, Леонид Григорьевич
Леонид Григорьевич Рыбкин (4 апреля 1912 — 28 сентября 1992) — советский военачальник, военный лётчик, участник Гражданской войны в Испании и Великой Отечественной войны, командир 10-го истребительного авиационного корпуса ПВО во время войны, генерал-лейтенант авиации (26.05.1959).

## Биография
Леонид Григорьевич Рыбкин родился 4 апреля 1912 года в городе Екатеринодар (ныне Краснодар) Кубанской области Российской империи. Русский.
В Красной армии с августа 1933 года. Окончил 11-ю военную школу лётчиков в Ворошиловграде в 1943 году, авиационный факультет Высшей военной академии Генерального штаба имени К. Е. Ворошилова в 1950 году.
До службы в армии работал на дистанции связи железной дороги на станциях Тихорецкая и Грозный. В августе 1933 года призван по спецнабору ЦК ВКП(б) и отправлен в 11-ю военную школу лётчиков в Ворошиловград. По её окончании с декабря 1934 года проходил службу в 119-й истребительной авиационной эскадрильи 95-й истребительной авиационной бригады Закавказского военного округа. Был пилотом и младшим лётчиком. С 31 мая по 18 октября 1937 года участвовал в национально-революционной войне в Испании. В июле 1937 года выполняя 9-й боевой вылет за день в воздушном бою от больших перегрузок получил кровоизлияние в мозг и потерял зрение. После лечения в госпитале был отправлен в Советский Союз. В небе Испании Л. Г. Рыбкин сбил 3 самолёта (1 лично и 2 в паре). Кроме того, ведя с ним бой, 2 истребителя «Фиат-32» столкнулись друг с другом и упали на землю. За успешное выполнение заданий командования и проявленные мужество и героизм награждён орденами Ленина (02.03.1938 г.) и Красного Знамени (28.10.1937 г.).
После возвращения в СССР в ноябре 1937 года назначен командиром авиаотряда 67-й авиационной эскадрильи ВВС Московского военного округа. С мая 1938 года проходил службу в 34-м истребительном авиационном полку. Был командиром и помощником командира авиационной эскадрильи, командиром полка. Его полк одним из первых получил новые истребители МиГ-3 и 1 мая 1941 года участвовал в воздушном параде над Красной Площадью.
В начале Великой Отечественной войны майор Л. Г. Рыбкин в прежней должности, участвовал в боевых действиях по прикрытию Москвы. Выполняя задачи по прикрытию войск Западного фронта, железнодорожных перевозок и отражению налётов вражеской авиации на Москву, лётчикам приходилось нередко совершать по 5-6 боевых вылетов в день. За период с июля по ноябрь 1941 года лётчики полка выполнили 527 боевых вылетов, из них 101 — ночью. Лично майор Рыбкин выполнил за этот период 16 боевых вылетов и сбил 3 самолёта противника. За умелое руководство личным составом полка в период оборонительных боёв за Москву Указом Президиума Верховного Совета СССР от 28 октября 1941 года майор Л. Г. Рыбкин был награждён орденом Красного Знамени.
В ноябре 1941 года подполковник Рыбкин вступил в командование формирующейся 148-й истребительной авиационной дивизией ПВО. В составе Череповецко-Вологодского дивизионного района ПВО Архангельского военного округа дивизия выполняла задачу прикрытия пунктов Череповец, Вологда, Кадуй, Бабаево, железнодорожных участков от станции Большой Двор до станции Лежа и от станции Няндома до станции Грязовец.
С мае 1942 года полковник Л. Г. Рыбкин командир 105-й истребительной авиационной дивизии ПВО, оборонявшей от воздушного противника города Ростов-на-Дону, Батайск, Купянск, железнодорожные узлы и коммуникации. В июле 1942 года дивизия, базируясь в непосредственной близости от фронта, вела непрерывные воздушные бои, отражала массированные налёты авиации противника на обороняемые пункты, прикрывала переправы через реку Дон и отходящие войска. Только в июле части дивизии уничтожили 60 вражеских самолётов (свои потери составили 36 самолётов и 15 лётчиков). После оставления нашими войсками Ростова-на-Дону 105-я истребительная авиационная дивизия ПВО выполняла задачу противовоздушной обороны городов Грозный, Орджоникидзе, Махачкала, железнодорожных узлов, мостов, перегонов в границах Грозненского дивизионного района ПВО.
С февраля 1943 года после освобождения Ростова-на-Дону части дивизии вновь выполняли задачи по прикрытию этого города, железнодорожных узлов Батайск, Армавир, Кропоткин, Краснодар, переправ через реки Дон, Северский Донец в границах Краснодарского дивизионного района ПВО.
Приказом НКО от 5 июля 1943 года 105-я истребительная авиационная дивизия ПВО была переформирована в 10-й истребительный авиационный корпус ПВО с присвоением почётного наименования «Ростовский». Его командиром назначен полковник Л. Г. Рыбкин. 10 октября 1943 года ему было присвоено звание Генерал-майор авиации. Корпус вошёл в состав Западного фронта ПВО с оперативным подчинением Ростовскому корпусному району ПВО. В августе 1943 года корпус принимал активное участие в Донбасской операции, осуществлял непосредственное прикрытие войск от авиации противника. Особо отличился корпус при прикрытии боевых порядков войск генерал-полковника Ф. И. Толбухина на направлении главного удара Южного фронта во время прорыва сильно укреплённых позиций противника на реке Миус. Только в этой операции частями авиационного корпуса было сбито 54 самолёта противника. С продвижением наших войск на запад, перебазируясь вслед за наступающими войсками, корпус прикрывал промышленные объекты в Донбассе, города Днепропетровск, Запорожье, Мелитополь.
С июля 1944 года и до окончания войны генерал-майор авиации Л. Г. Рыбкин был заместителем командующего ВВС Южного, а с декабря 1944 года уже Юго-Западного фронтов ПВО.
За участие в Великой Отечественной войне Л. Г. Рыбкин награждён орденами Красного Знамени (28.10.1941 г.), Отечественной войны 1-й степени (14.02.1943 г.), Кутузова 2-й степени, несколькими медалями, в том числе «За боевые заслуги» (03.11.1944 г.), «За оборону Москвы» (01.05.1944 г.), «За победу над Германией» (09.05.1945 г.).
После войны в июле 1946 года Л. Г. Рыбкин направлен на Дальний Восток в город Хабаровск на должность командира 1-го истребительного авиационного корпуса ПВО. С декабря 1948 года находился на учёбе в Высшей военной академии им. К. Е. Ворошилова, по окончании которой в ноябре 1950 года назначен генерал—инспектором Инспекции истребительной авиации Главной инспекции Советской Армии.
С июля 1955 года — заместитель Главного военного советника по ПВО и ВВС и старший военный советник заместителя министра вооружённых сил по ПВО и ВВС Румынской народной республики. С сентября 1958 года состоял в распоряжении Главнокомандующего Войсками ПВО страны. За безупречную службу награждён орденом Красной Звезды и медалями. В октябре 1959 года генерал-лейтенант авиации Л. Г. Рыбкин вышел в отставку. Проживал в Москве. Умер 28 сентября 1992 года.

## Звания
- Генерал-майор авиации (10.10.1943)
- Генерал-лейтенант авиации (26.05.1959)

## Награды
- Орден Ленина[1];
- 4 ордена Красного Знамени[1];
- орден Кутузова II степени[1];
- 2 Ордена Отечественной войны I степени[1];
- Орден Красной Звезды[1];
- Медаль «За боевые заслуги»;
- Медаль «За победу над Германией в Великой Отечественной войне 1941—1945 гг.» (09.05.1945);
- Медаль За оборону Москвы;
- Медаль "За оборону Кавказа"
- Медали.